# دیرک زاندر
دیرک زاندر (انگلیسی: Dirk Zander؛ زادهٔ ۱۳ مهٔ ۱۹۶۵) بازیکن فوتبال اهل آلمان است.
از باشگاه‌هایی که در آن بازی کرده‌است می‌توان به باشگاه فوتبال سن پائولی و باشگاه فوتبال دینامو درسدن اشاره کرد.